# August Blume (Gewerkschafter)
August Blume (* 30. März 1893 in Kemberg, Landkreis Wittenberg; † 24. Oktober 1970) war ein deutscher FDGB-Funktionär. Er war Vorsitzender der Industriegewerkschaft Leder im FDGB.

## Leben
Blume erlernte nach dem Besuch der Volksschule den Beruf des Täschners. Seit 1910 gewerkschaftlich organisiert, trat er 1912 der SPD bei. Im Ersten Weltkrieg leistete er als Soldat Kriegsdienst. 1917 trat Blume zur USPD über, kehrte jedoch 1922 wieder zur SPD zurück. Ab 1921 war er hauptamtlicher Gewerkschaftsangestellter. Von 1929 bis 1933 fungierte er als Zweiter Vorsitzender des Deutschen Sattler-, Tapezierer- und Portefeuiller-Verbandes.
Nach der Zerschlagung der Gewerkschaften durch die Nationalsozialisten war Blume längere Zeit arbeitslos. Von 1935 bis 1945 arbeitete er als Sattler.
Nach Kriegsende 1945 trat er wieder der SPD bei und war Mitbegründer des Verbandes der Lederarbeiter von Groß-Berlin und dessen Vorsitzender. 1945 wurde er Mitglied des FDGB, 1946 mit der Zwangsvereinigung von SPD und KPD wurde er Mitglied der SED. Von Juni 1946 bis November 1949 war Blume Vorsitzender des Zentralvorstandes der Gewerkschaft Leder im FDGB. Von 1947 bis 1949 gehörte er als Mitglied zudem dem Zentralvorstand des FDGB an. Von 1950 bis 1961 war er Mitarbeiter im Industrie- und Handelskontor.